# 근원사건
확률 이론에서 근원사건(elementary event, 근원사상 또는 기본사건)은 표본 공간에서 더 이상 쪼개질 수 없는 하나의 사건을 뜻한다. 집합론에서 근원사건은 한원소 집합이다.
다음은 근원사건의 여러 가지 예이다.
- {\displaystyle k\in \mathbb {N} }인 임의의 집합 {\displaystyle \{k\}}는 근원사건이며, 이때의 표본 공간은 {\displaystyle S=\{1,2,3,\ldots \}} 즉 자연수 전체의 집합니다.
- 동전의 앞면을 H, 뒷면을 T라 하자. 동전을 두 번 던지는 시행에서 근원사건은 {\displaystyle \{HH\},\{HT\},\{TH\},\{TT\}}이다. 이때 표본 공간은 근원사건들의 집합인 {\displaystyle S=\{HH,HT,TH,TT\}}이다.
- 임의의 실수 {\displaystyle x} 에 대하여 각각의 집합 {\displaystyle \{x\}}는 근원사건이다. 이때 {\displaystyle X}는 정규 분포를 갖는 확률 변수이고, 표본 공간은 {\displaystyle S=(-\infty ,+\infty )}이다. 여기서 각 근원사건의 확률은 0인데, 이는 곧 근원사건에 할당된 확률이 연속 확률 분포를 결정하지 않는다는 것을 보여준다.

## 참고 문헌
1. ↑  Wackerly, Denniss; William Mendenhall; Richard Scheaffer (2001). 《Mathematical Statistics with Applications》. Duxbury. ISBN 0-534-37741-6.